# Charles Moisson
Charles Moisson, né le 8 août 1864 et mort le 1er octobre 1943, est un technicien et un réalisateur de cinéma muet. Il assure le rôle de mécanicien des frères Lumière, et fabrique, d'abord sous la direction d'Auguste qui échoue, puis de Louis Lumière, les prototypes successifs du cinématographe. Ceux-ci sont améliorés par l'ingénieur parisien Jules Carpentier. Charles Moisson est crédité par Serge Viallet d'avoir créé le « premier reportage de l'histoire du cinéma ».
Charles Moisson assume également la fonction de projectionniste à l'occasion des premières représentations Lumière devant le public parisien à partir de fin décembre 1895 au Salon indien du Grand Café de l'hôtel Scribe, 14 boulevard des Capucines. Il est également l'un des nombreux opérateurs que Louis Lumière envoie dans le monde entier afin d'alimenter le catalogue Lumière de « vues photographiques animées », ce qu'Edison nomme simplement des films. Il immortalise notamment, avec Francis Doublier, le couronnement du tsar Nicolas II de Russie. En avril 1897, il est le premier à filmer un président de la République française en voyage, Félix Faure à La Roche-sur-Yon dans ce qu'on qualifie de « premier grand reportage » de l'histoire de l'image animée: 
« Le président Félix Faure est en voyage dans l'ouest de la France et Charles Moisson le suit pendant une dizaine de jours. Tous les jours, il tourne une bobine de film d'environ 50 à 55 secondes, ce qu'on appelle une “vue Lumière”. C'est le premier reportage de l'histoire du cinéma et, bien sûr, c'est muet. Mais le président de la République, son entourage et ses ministres savent très bien que ce nouveau média est important. Dès 1897, le président de la République, souvent, salue vers la caméra et non pas vers le public qui est présent. »